# 8976 Leucura
A 8976 Leucura (ideiglenes jelöléssel 4221 T-2) a Naprendszer kisbolygóövében található aszteroida. Cornelis Johannes van Houten, Ingrid van Houten-Groeneveld és Tom Gehrels fedezte fel 1973. szeptember 29-én.